# امبوی (نیویورک)
امبوی، نیو یورک (به انگلیسی: Amboy, New York) یک منطقهٔ مسکونی در ایالات متحده آمریکا است که در ایالت نیویورک واقع شده‌است.

## خصوصیات
امبوی ۹۷٫۷ کیلومترمربع مساحت و ۱٬۲۶۳ نفر جمعیت دارد و ۲۰۴ متر بالاتر از سطح دریا واقع شده‌است.